# بهشته
بهشته کاشفی با نام هنری بهشته خوانندهٔ آهنگ - ترانه‌های روز ایرانی و نوادهٔ ابوالقاسم کاشانی، روحانی مشهور سال‌های نهضت ملی شدن صنعت نفت ایران (۳۳–۱۳۲۹) بود. در سال‌های ۴۹–۱۳۲۱ خورشیدی فعالیت مختصری داشته‌است؛ و از او اطلاع زیادی در دست نیست و فقط چند ترانه با صدای او در برنامهٔ «یک شاخه گل» (یک شاخه گل ۸۶) با ارکسترهای نه چندان معروف در سال ۱۳۴۹ ضبط شده‌است. از جمله: «بلا به بلا، به بالا داری». بهشته در سال ۱۳۲۴ یا ۱۳۲۵ در تهران زاده شد. شیفتگی به موسیقی و صدای خوش در او چنان بود که پیوسته در برنامه کودک رادیو به سرپرستی بیژن پیرنیا ترانه می‌خواند. بزرگتر که شد گویی ترانه‌هایش هم با او بزرگتر می‌شدند. ویژگی برجسته صدایش لرزش‌های قوی، تند و پرشور او هستند که ترانه‌هایش را شادتر به گوش می‌رسانند. از ویژگی‌های دیگر کار او ترانه‌های دوصدایی است که با ویگن، عارف، منوچهر، ایرج و رسایی اجرا کرده‌است. شیدا، مادر بهشته کاشفی، از خوانندگان معروف رادیو بود.

## برخی از آهنگ ها
- عروسی
- دل نمی خواهد
- گریه پنهانی
- کبوتر نامه بر
- صبح یک روز بهار
- ساز طبیعت
- طوطی
- دامن افق
- قشنگ من
- مرد سوار
- بانگ عاشقانه (دو صدایی با منوچهر)
- خواستگاری (دو صدایی با ویگن)
- گفت و گوی مادرانه (دوصدایی با مادرش،شیدا)
- بلا به بلا به بالا داری (اجرا شده در گل ها)